# Ada Mae Johnson
Ada Mae Johnson (ou Noname Jane après le procès), née le 27 mars 1977 à Aberdeen (Washington), est une actrice pornographique américaine.

## Biographie
Née à Aberdeen dans l'État de Washington, elle commence comme cheerleader dans son lycée durant quatre ans et pose comme nu artistique pour les artistes du lycée Grays Harbor College.
Elle étudie l'environnement au The Evergreen State College.
Après ses études, elle fait du striptease. Ensuite, elle déménage à Salt Lake City, où elle travaille au club The Million Dollar Saloon dans lequel un agent des films porno la rencontre.
En 2000, elle commence sa carrière d'actrice porno et signe avec les studio Wicked Pictures et Vivid. Elle a participé à plus de 300 films.

## Allégation de violation de marque
En octobre 2007, l'auteur Violet Blue porte plainte contre Ada Mae Johnson, l'accusant d’infraction sur une marque déposée et de pratiques commerciales déloyales, considérant que cela pourrait porter à confusion entre le personnage de l'auteur Johnson's Blue et l'actrice. À la suite de cela, Johnson a changé son nom de scène de Violetta Bleu. En 2008 elle a repris une nouvelle identité à la suite de ce procès Noname Jane.

## Récompenses
- 2002 : AVN Award : Meilleure révélation féminine (Best New Starlet)[5]

## Filmographie (partielle)
- 2013 : Women Seeking Women 92
- 2012 : Couch Surfin' With Amber Chase
- 2011 : Thrilla in Vanilla 7
- 2010 : Women Seeking Women 60
- 2009 : Bus Stops 1 & 2
- 2008 : Bellezza Video 8
- 2007 : Bellezza Video 4
- 2006 : Interracial House of Pussy
- Black In White 2 (2005)
- Chasing Destiny (2004)
- Dirty Little Devils 1 (2004)
- Blow me sandwich 3 (2003)
- 5 Guy Cream Pie 3 (2003)
- Double Dippin (2003)
- Floss (2002)
- Anal Addicts 9 (2002)
- Ass Angels 3 (2002)
- Assficianado 2 (2002)
- Behind the Scenes of 'Dripping Wet Sex' (2002)
- Blowjob Fantasies 14 (2002)
- Dripping Wet Sex 3 (2002)
- Flash Flood 6 (2002)
- Kick Ass Chicks 3: Violet Blue (2002)
- Kung Fu Girls 2 (2002)
- Legal Skin 3 (2002)
- Naughty Bedtime Stories (2002)
- Pussyman's Teenland (2002)
- Pussy Whipped (2002)
- Shane's World 28: Devil's Punchbowl (2002)
- Sweatin' It 2 (2002)
- Too Many Blonde Moments (2002)
- The Younger the Berry the Sweeter the Juice 2 (2002)
- 2002 : The Violation of Violet Blue
- Young Sluts, Inc. 6 (2002)
- A Train 1 (2001)
- Ass Freaks 3 (2001)
- Magic Touch 3 (2001)
- Try a Teen 4 (2001)
- Amateur Angels 1 (2001)
- Barefoot Confidential 14 & 15 (2001)
- Barely Legal 11 (2001)
- Beauty & the Bitch (2001)
- Bend Over and Say Ahh 4 (2001)
- Extreme Teen 14 (2001)
- Grrl Power! 5 (2001)
- Gutter Mouths 21 (2001)
- I've Never Done That Before (2001)
- Liquid Gold 7 (2001)
- Naughty Little Nymphos 7 (2001)
- North Pole #23 (2001)
- White Trash Whore 22 (2001)
- Whore of the Rings (2001)
- Young and Anal 23 (2001)
- Un-Natural Sex (2000)
- Bottom Feeders 3 (2000)
- Liquid Gold 4 (2000)
- Specs Appeal (2000)